# آنا بوغدان
أنا بوغدان (بالرومانية: Ana Bogdan)‏ مواليد 25 نوفمبر 1992 في سينايا، هي لاعبة كرة مضرب رومانية تلعب باليد اليمنى وتحتل حالياً المرتبة رقم. 152 (5 أكتوبر 2015) في تصنيف رابطة محترفات كرة المضرب. أعلى تصنيف لها في الفردي كان المركز الـ 149 في سنة 2015.

## روابط خارجية
- آنا بوغدان على موقع رابطة محترفات التنس (الإنجليزية)
- آنا بوغدان على موقع الاتحاد الدولي لكرة المضرب (الإنجليزية)
- آنا بوغدان على موقع كأس بيلي جين كينغ (الإنجليزية)
- آنا بوغدان على موقع بطولة ويمبلدون (الإنجليزية)
- آنا بوغدان على موقع خلاصة التنس.كوم (الإنجليزية)
- آنا بوغدان على موقع إي إس بي إن.كوم (الإنجليزية)